# Округ Либерти (Флорида)
Либерти (енгл. Liberty County) је округ у америчкој савезној држави Флорида. По попису из 2010. године број становника је 8.365.

## Демографија
Према попису становништва из 2010. у округу је живело 8.365 становника, што је 1.344 (19,1%) становника више него 2000. године.
| Група             | 2000.         | 2010.         |
| Белци             | 5.233 (74,5%) | 6.159 (73,6%) |
| Афроамериканци    | 1.294 (18,4%) | 1.497 (17,9%) |
| Азијати           | 10 (0,1%)     | 17 (0,2%)     |
| Хиспаноамериканци | 316 (4,5%)    | 518 (6,2%)    |
| Укупно            | 7.021         | 8.365         |